# Diamantarmen
Diamantarmen (russisk: Бриллиантовая рука, translit.: Brilliantovaja ruka) er en sovjetisk spillefilm fra 1969 produceret af Mosfilm og instrueret af Leonid Gajdaj. Filmen er en kriminalkomedie og har en række populære sovjetiske skuespillere på rollelisten, herunder Jurij Nikulin, Andrej Mironov, Anatolij Papanov og Svetlana Svetlitjnaja.
Diamandarmen var en succes ved udgivelsen og solgte over 76,7 millioner billetter. Filmen er i dag en kultfilm i Rusland, og anses af flere som en af de bedste sovjetiske komedier nogensinde.
Handlingen er meget løst baseret på virkelige hændelser, hvor schweiziske smuglere forsøgte at transportere juveler i en gipsarm.

## Handling
Lederen af en smuglerorganisation (kun kendt som "Chefen") ønsker at smugle et parti diamanter fra en fremmed stat ind i Sovjetunionen ved at gemme dem inde i en gipsskinne på en kurer. Chefen sender en håndlanger ved navn Gennadij 'Gesja' Kozodojev (spillet af Mironov) som kurer. Kozodojev rejser til Tyrkiet med et krydstogtskib. De lokale medsammensvorne ved ikke, hvordan kureren ser ud; de ved kun, at han skal sige et kodeord for at identificere sig selv. De lokale forveksler imidlertid Kozodojevs medpassager fra krydstogtskibet, den "almindelige sovjetiske borger" Semjon Gorbunkov (spillet af Nikulin) med kureren. De placerer en gipsskinne med juvelerne omkring Gorbunkovs arm og sender ham tilbage til USSR. Da krydstogtskibet kommer tilbage til Sovjetunionen, lader Gorbunkov politiet vide, hvad der skete, og politikaptajnen, der arbejder undercover som taxachauffør, bruger Gorbunkov som lokkemad for at fange forbryderne. Gesja og Ljolik (en anden Chefens håndlangere, spillet af Papanov) forsøger at lokke Gorbunkov ind i situationer, hvor de kan fjerne gipsen få fat i ædelstenene.
Ved en sådan lejlighed inviterer Gesja Gorbunkov til en smart restaurant for at få Gorbunkov drukket fuld, således, at Ljolik kan få gipsen af ham. Men både Gesja og Gorbunkov bliver fulde, og Gorbunkov bliver hentet af politiet, efter at han og Gesja forårsager et større optrin i restauranten. Gorbunkovs kone har fundet mange penge og en pistol (som politiet har givet ham) i hans tøj og mistænker, at han enten er blevet rekrutteret af en udenlandsk efterretningstjeneste, eller at han har en affære. Gorbunkov forklarer, at han arbejder sammen med det sovjetiske politi på en hemmelig mission, men kan ikke afsløre nogen detaljer. Samtidig har den emsige lokale forstander for bygningen, hvor Gorbunkov bor, fattet mistanke til Gorbunkov. Chefen sender Anna Sergejevna, en kvindelig femme fatale, til at hjælpe med at hente gipsarmen. Anna Sergejevna inviterer Gorbunkov til sit hotelværelse under påskud af at ville sælge Gorbunkov en kjole. På hotelværelses kommer hun en sovepille i Gorbunkovs drink. Lige inden Gorbunkov besvimer, stormer den emsige forstander ind på hotelværelset sammen med Gorbunkovs hustru ...
Gorbunkov vågner næste morgen i sin lejlighed for at konstatere, at hustruen har forladt ham med børnene. Politiet har i mellemtiden fundet ud af, at Gesja er involveret i smuglerringen, og beder Gorbunkov om at fortælle Gesja, at han planlægger at rejse til en anden by for at få gipsen fjernet der. Gesja rapporterer dette til Chefen, som sender Ljolik, forklædt som taxachauffør, for at hente Gorbunkov. Gorbunkov går ud fra, at Ljolik også er en undercover politimand, og oplyser, at han har været i kontakt med politiet hele tiden. Ljolik spiller med og fortæller Gorbunkov, at han har fået tilladelse til at fjerne gipsen en dag for tidligt på et sikkert sted langs vejen til Dubrovka. Da Ljolik er ved at fjerne gipsen, går det op for Gorbunkov, at Ljolik ikke er politimand, men derimod en af smuglerne. Han flygter og forfølges af Ljolik og Gesha, der med hjælp fra Chefen fanger Gorbunkov. Da de får fjernet gipsarmen, opdager de, at politiet har taget diamanterne ud af gipsen for lang tid siden. Forbryderne kidnapper Gorbunkov og forsøger at flygte, men politiet sporer dem i en helikopter og fanger dem. Gorbunkov er genforenet med sin familie, og politiet har forklaret sammenhængen for alle. Gorbunkov tager på ferie med sin familie, dog nu med et brækket ben som følge af kidnapningen.

## Medvirkende i udvalg
- Jurij Nikulin, Semjon Semjonovitj Gorbunkov, bogholder ved Statens Institut for planlægnin af fiskeri
- Nina Grebesjkova, Nadja, Gorbunkovs hustru
- Andrej Mironov, Gennadij Kozodojev, aka Gesja, Chefens assistent
- Anatoli Papanov, Ljolik, Chefens assistent, en hård negl med hviderussisk accent
- Nonna Mordjukova, Varvara Pliusjtj, emsig bygningsinspektør/forstander
- Svetlana Svetlitjnaja, Anna Sergejevna, en femme fatale
- Stanislav Tjekan, Mikhail Ivanovitj, Kaptajn i militsen
- Vladimir Guljajev, Volodya, løjtnant i militsen
- Andrej Fajt, sælger at lotterilodder og gæst på restauranten
- Nikolaj Trofimov, oberst i militsen
- Nikolaj Romanov, Chefen

## Produktion
Filmen er indspillet flere steder i Sovjetunionen. Flere scener er optaget i Mosfilms studier i Moskva. De fleste udendørsscener er optaget i og omkring Sotji ved Sortehavet, fiskescenen ca. 60 nord for Sotji. Scenerne fra Istanbul er optaget i Baku i Aserbajdsjanske SSR og scenerne, hvor smuglerne jagter Gorbunkov i skovene, er optaget i Smolensk oblast.
Produktion af Diamantarmen skete som alle andre film i Sovjetunionen under kontrol af det kunstneriske råd. På et møde den 9. august 1968 mødtes rådet medlemmer for at diskutere de foreløbige resultater. Mødedeltagerne var kritiske over for filmen. Instruktøren Aleksandr Stolper fandt positive momenter, men bemærkede, at "hans [Nikulins] frygtsomhed, hele historien med familien - alt dette er ikke særlig interessant." Filmkritiker Maja Turovskaja kaldte scenerne med den emsige bygningsforstander svage: "Der er meget af hende, og hun er ikke sjov." På et senere møde den 21. oktober 1968, da næsten hele filmen var optaget kritiserede medlemmerne af rådet bebrejdede Gajdaj for den "uinteressante beslutning" om den emsige bygningsforstander, de langvarige "lukninger af låsene i chefens lejlighed" og fisketurens længde. Eldar Rjazanov nævnte, at generelt var filmen god, men af "alt, næsten hver episode, er blevet trukket ud". Rjazanov var især utilfreds med scenen på dampskibet med deltagelse af Mironov og Nikulins sang. Som svar lovede Gajdaj at tænke på nedklipning og at tage redigeringen af filmen alvorligt. Optagelserne blev afsluttet den 31. oktober 1968. Den færdige film blev vist for ledelsen af Mosfilm og for USSR's Filmdirektorat. Også her blev filmen udsat for kritik, og en afslutningssene med en atomeksplosion blev forlangt klippet ud af filmen.
Herefter fik filmen i december 1968 tilladelse til distribution i USSR.

## Modtagelse
Filmen fik premiere i USSR den 28. april 1969. Interessen for Gajdajs film var stor længe inden udgivelsen og filmen modtog mange anmeldelser, hvoraf flere var forbeholdne eller direkte negative. Flere anmeldere anså filmen for at være forældet komik, ligesom Gorbunkovs karakter blev kritiseret.
Filmen blev imidlertid en stor publikumssucces og solgte i løbet af 1969 76,7 billetter i USSR.
Filmen har sidenhen fået status som en klassiker i de tidligere sovjetrepublikker. I 1995 blev gennemført en rundspørge blandt russiske tv-seere i anledning af hundredeåret for russisk film, hvor Diamantarmen med afstand blev valgt til den mest populære russiske/sovjetiske komediefilm. Filmen er ligeledes den bedst indtjenende af Gajdajs komedier og er nr. tre på listen over de mest sete russiske/sovjetiske film i året efter deres udgivelse.[19][140][141]
Replikkerne i filmen har givet anledning til en lang række aforismer og udtryk, der indgår i det russiske sprog. Eksempelvis er Anna Sergejevnas (Svetlana Svetlitjnajas) sætning "Det er ikke min skyld, jeg sværger, han kom selv" en vending, der ofte benyttes, når der skal retfærdiggøres en grim gerning, som man (vist nok ..) ikke har begået. En undersøgelse af urban folklore udgivet af et russisk universitet i 2003 fastslår, at Diamantarmen har givet anledning med mere end 200 filmcitater, der indgår i dagligdags russisk sprogbrug.

## Sange
Der optræder flere sange i filmen, hvoraf flere opnåede stor popularitet.
Ulykkens ø
Den ironiske "Ostrov nevezeniya" (russisk: Остров невезения "Ulykkens ø) blev populær efter filmens udgivelse. Sangen bliver sunget af Gesja Kozodojev under krydstogtet. Sangen er tematisk, da den forudsiger det uheld, som Gesja oplever gennem filmen. Sangen blev fremført af Mironov selv.
Sang om harer
Den metaforiske "Pesnya pro zaytsev" (russisk: Песня про зайцев) blev også populær i USSR i slutningen af 1960'erne. Sangen handler om en gruppe personificerede harer, der om natten høster urten tryn-trava og proklamerer, at de ikke er bange for noget, om det så er ugler eller ulve. Sangen omkvæd “Vi er ligeglade!” ("A нам всё равно!"), er betydningen af "tryn-trava". Sangen synges i filmen af Semjon Gorbunkov, efter at han med Gesja har drukket sig fuld på restauranten. Scenen er senere blevet gengivet på et frimærke udgivet til minde om Jurij Nikulin.
Hjælp mig
Den tredje og sidste populære sang fra filmen er "Pomogi mne" (russisk: Помоги мне), der synges af Aida Vedisjtjeva, der bidrog med flere andre sange til sovjetiske film i 1960’erne. Sangen spilles som underlægning til scenen, hvor filmens "femme fatale" forsøger at forføre og bedøve Gorbunkov.